# Col de Joux Plane
Il Col de Joux Plane (1.700 m s.l.m) è un valico alpino delle Alpi Graie francesi (regione Alvernia-Rodano-Alpi, dipartimento Alta Savoia, Alpi del Monte Bianco), nel nord del massiccio del Monte Bianco, che collega la stazione sciistica di Avoriaz a Morzine, nel comprensorio sciistico di Les Portes du Solei, non molto lontano in linea d'aria dal confine a nord con la Svizzera (Lago di Ginevra). La salita, lunga circa 11.5 km su quasi 1000 m di dislivello, presenta delle pendenze significative (media 9,1%, la massima 14%) ed è stata affrontata più volte durante il Tour de France.